# Зейдервелд
Зейдервелд (нід. Zijderveld) — село в нідерландській провінції Утрехт. Входить до муніципалітету Вейфгеренланден.
Його площа становить 4,96 км², а населення станом на 2021 рік складало 870 осіб.
Перша згадка про населений пункт датується 1282 роком.

## Галерея

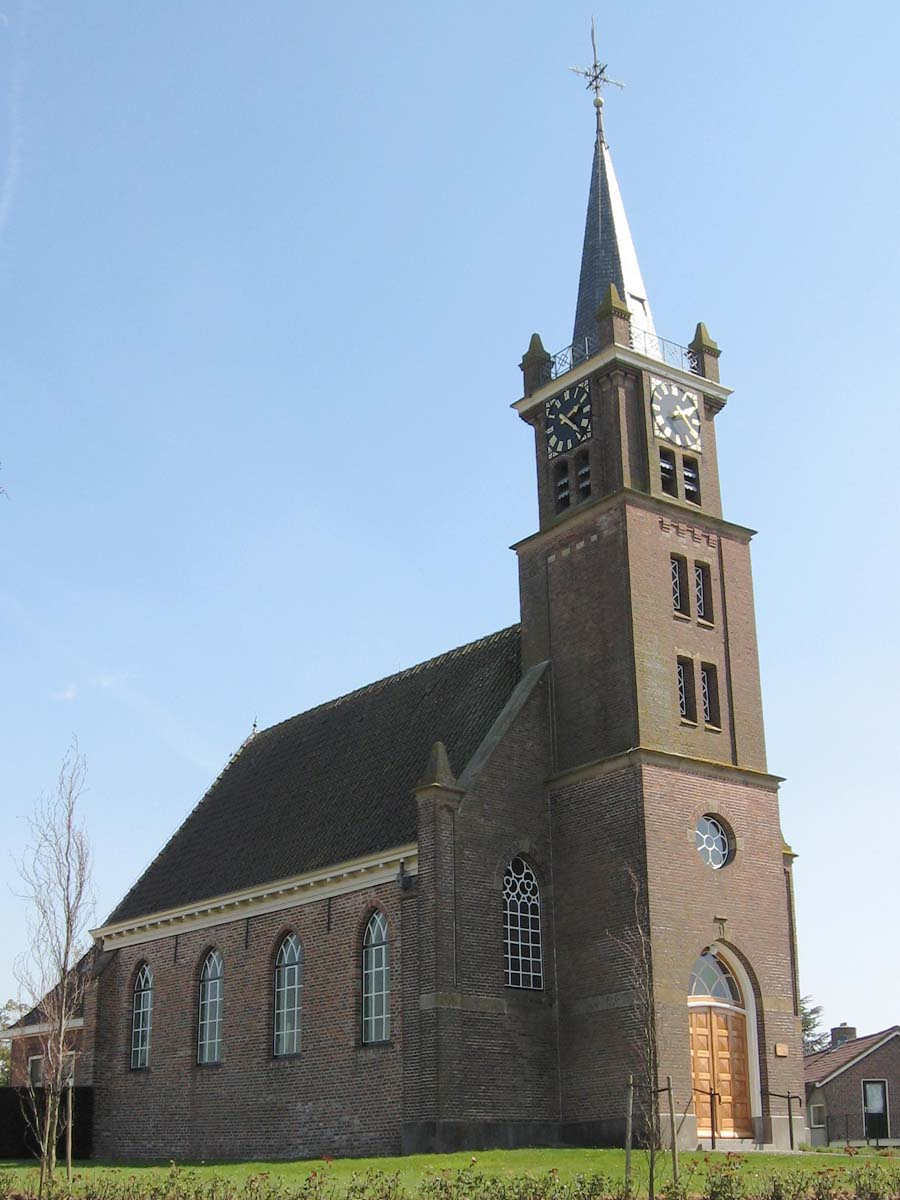
Сільська церква
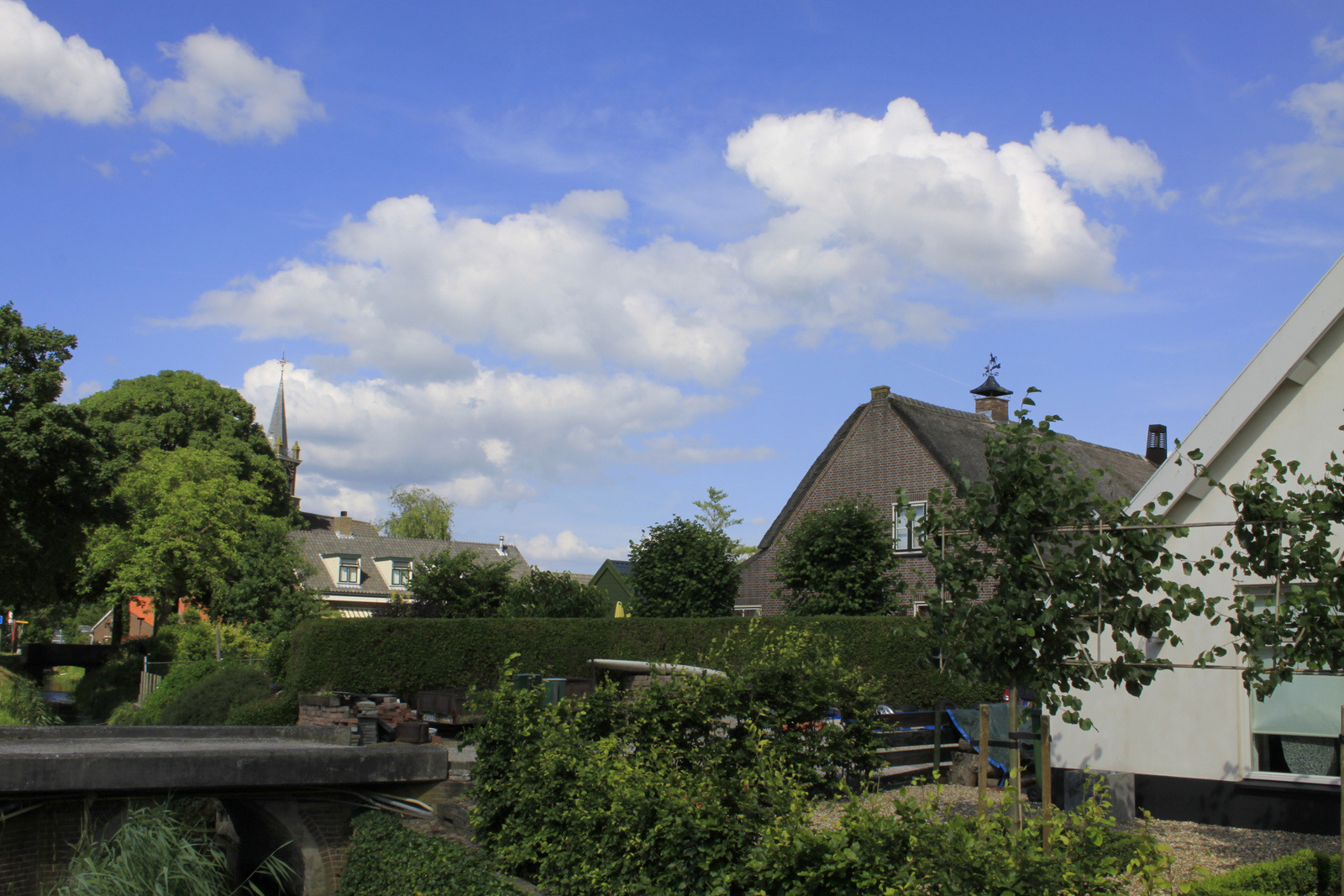
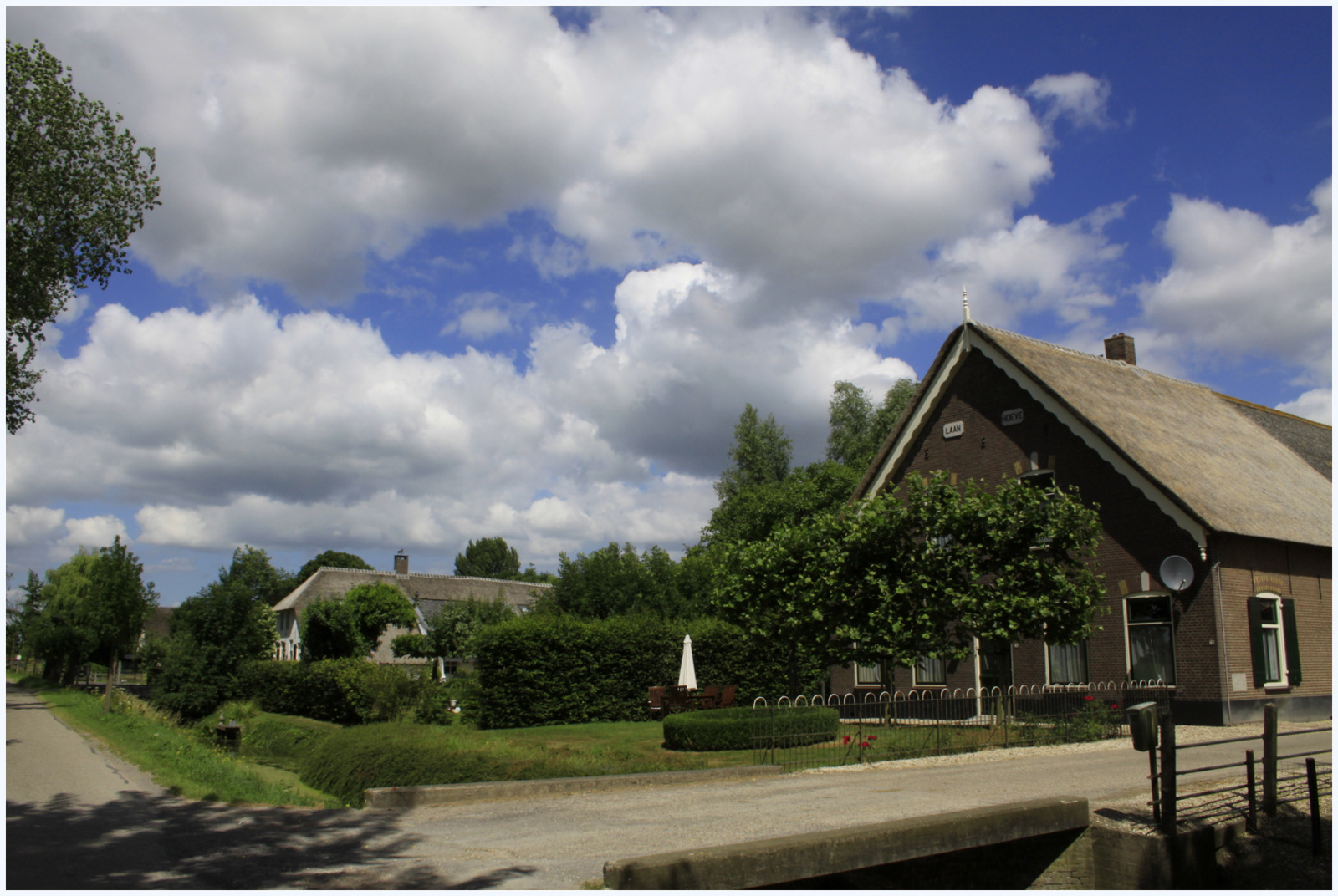
Ферма у Зейдервелді